# Любить — не любить? (фільм, 1963)
«Любить — не любить?» — радянський художній фільм 1963 року, знятий на кіностудії «Таджикфільм».

## Сюжет
Комедія ґрунтується на давній легенді про Тахіра і Зухру. Дія перенесена в наш час. На шляху закоханих виникають різні перешкоди, але в кінці, не дивлячись на всі підступи оточуючих, Тахір і Зухра знаходять своє щастя.

## У ролях
- Сталіна Азаматова — Зухра
- Баходур Джурабаєв — Тахір
- Марат Аріпов — Кудрат
- Саїда Бородіна — Гульнора
- Абдульхайр Касимов — Амон, батько Зухри
- Анатолій Латфі — батько Тахіра
- Мар'ям Якубова — Заміра, тітка Зухри
- Рахім Пірмухамедов — дядько Гафар, чоловік Зухри
- Наїмджон Гіясов — епізод

## Знімальна група
- Режисер — Алі Хамраєв
- Сценаристи — Михайло Мелкумов, Мухамеджан Рабієв
- Оператор — Борис Середін
- Композитор — Олександр Зацепін
- Художник — Георгій Юнгвальд-Хількевич